# Mein Schiff 1 (2018)

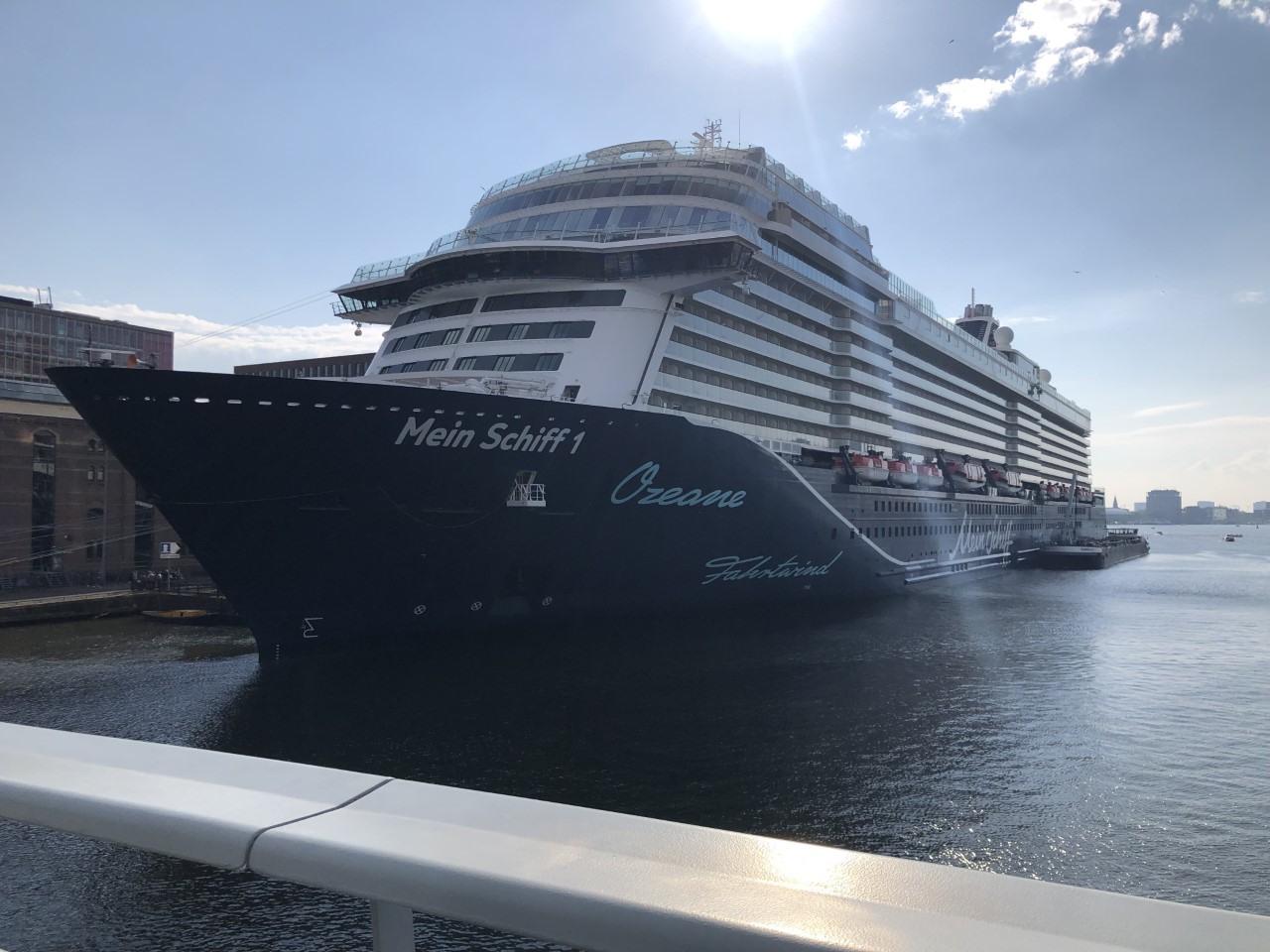
Mein Schiff 1 aangemeerd bij de Passenger Terminal Amsterdam (mei 2023)

Mein Schiff 1 is een Duits cruiseschip uit 2018. Het schip is in de vaart bij TUI Cruises als hun vlaggenschip. Het schip vervangt haar voorganger, de Mein Schiff 1 (1996). Het schip is het eerste uit de Mein Schiff-vloot, die nog uit zes andere genummerde schepen bestaat. Mein Schiff 1 is 20 meter langer dan de overige schepen in deze vloot. Het schip staat ingeschreven in Valleta, de hoofdstad van Malta.

## Kenmerken
Het door de Finse scheepswerf Meyer Turku gebouwde schip van 111.500 GT is 36 meter breed en 315 meter lang. Er is ruimte voor 3132 passagiers in 1437 hutten, met 1092 mensen aan personeel. Het schip heeft 16 verdiepingen (decks).

## Geschiedenis
De plannen om het schip te bouwen werden bedacht in 2016. Het schip werd door de werf opgeleverd op 25 april 2018. Het is het vijfde schip dat de werf voor deze rederij bouwde. De doopceremonie werd op 11 mei van dat jaar voltrokken door het beachvolleybalkoppel Laura Ludwig en Kira Walkenhorst. Die dag was de 829ste Hafengeburtstag van de haven van Hamburg. De maiden voyage was een reis van Hamburg naar Noorwegen.